# Zum Heiligen Geist (Schiedungen)

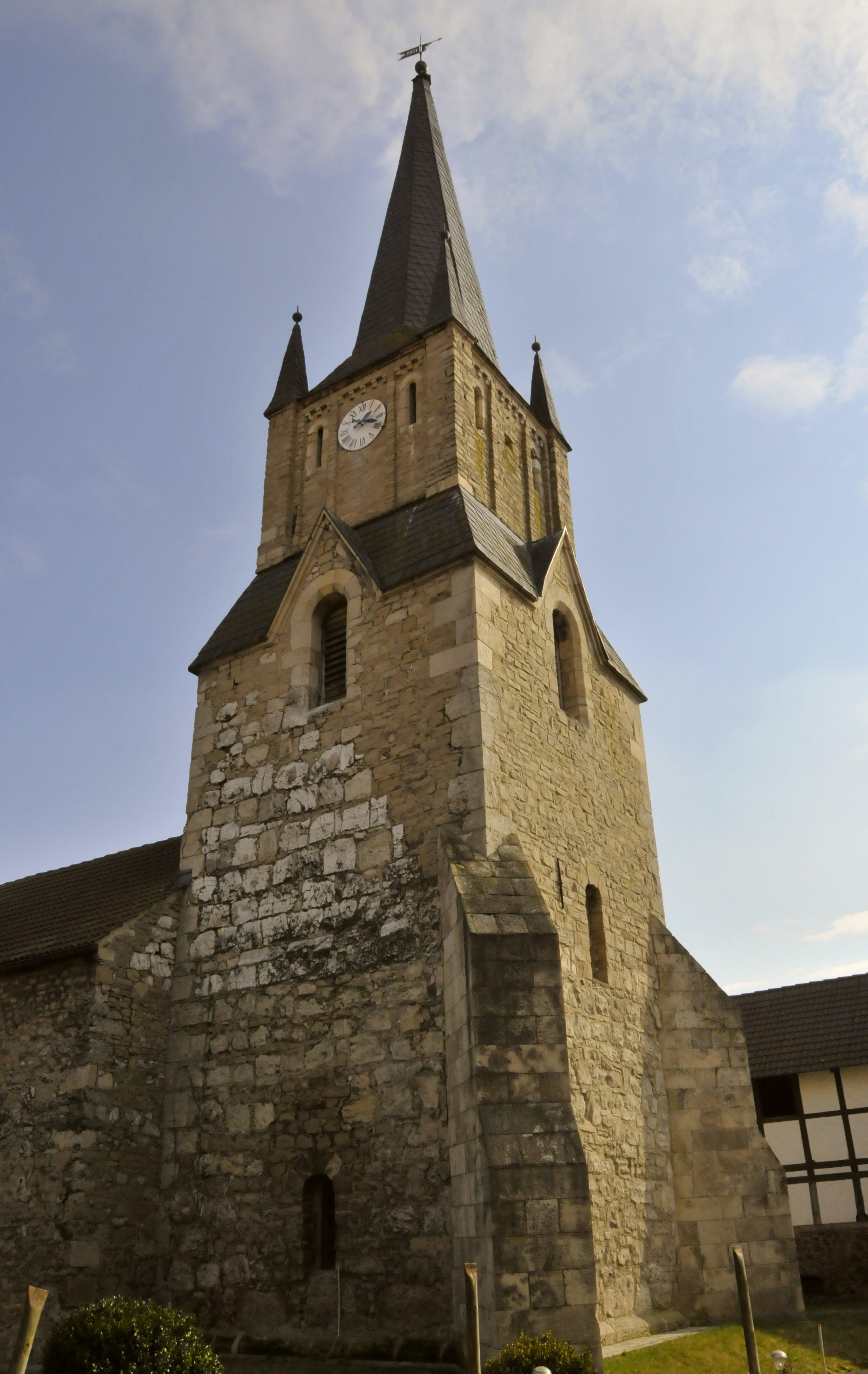
Die Kirche

Die evangelische Dorfkirche Zum heiligen Geist steht im Ortsteil Schiedungen der Gemeinde Hohenstein im Landkreis Nordhausen in Thüringen und ist romanischen Ursprungs. Ende des 19. Jahrhunderts war sie eine Filiale von Etzelsrode.

## Geschichte
Zu Christi Himmelfahrt im Jahre 1855 brannte die Vorgängerkirche ab. Ein neues Gotteshaus wurde unter Verwendung des östlichen Schliusses und der unteren Turmpartie 1858 wieder im romanischen Stil aufgebaut bzw. ergänzt und 1859 eingeweiht. In ihrem offenen Dachstuhl befanden sich damals zwei Glocken, die von C. H. Stütze in Benneckenstein gegossen worden waren. Dieses neue Gotteshaus steht unter Denkmalschutz.
Die Kirche wurde 2005 innen und außen saniert und eine Winterkirche wurde eingebaut.